# Staurotheca australis
Staurotheca australis är en nässeldjursart som beskrevs av Peña-Cantero, Svoboda och Vervoort 1997. Staurotheca australis ingår i släktet Staurotheca och familjen Syntheciidae.
Artens utbredningsområde är Södra Ishavet. Inga underarter finns listade i Catalogue of Life.